# Stepan Petritchenko
Stepan Maximovitch Petritchenko (russe : Степан Максимович Петриченко), né en 1892 à Nikitenka en Ukraine et mort le 2 juin 1947 à la prison de Vladimir en URSS, est un révolutionnaire libertaire ukrainien, anarcho-syndicaliste.
C'est un des principaux acteurs de la Troisième Révolution russe. Après la révolution de Février et la révolution d'Octobre 1917 en Russie, il se bat pour une troisième révolution démocratique sous la bannière : « Tout le pouvoir aux soviets (conseils ouvriers) librement élus ».
En mars 1921, il est élu président du Comité révolutionnaire provisoire pendant la révolte de Kronstadt contre les bolcheviks.

## Biographie
Petritchenko est né dans une famille de paysans ukrainiens.
Après deux ans d'études, il commence sa vie professionnelle comme ouvrier métallurgiste à Alexandrovsk.
En 1912, Petrichenko fait son service militaire dans la marine, mais ce n'est qu'après la révolution d'Octobre qu'il embarque sur le cuirassé Petropavlovsk, unité rattachée la flotte de la Baltique.

### Révolutions russes

En 1917, lors de la révolution de Février, il est avec la flotte au large de l'île estonienne de Naissaar.
Dans la dynamique de la révolution d'Octobre, il est parmi les 82 marins qui s'emparent, en décembre 1917, de l'île et proclament une éphémère République soviétique provisoire des soldats et des constructeurs de forteresse de Nargen (nom alors officiel de l'île). Leur drapeau est rouge et noir, aux couleurs de l'anarcho-syndicalisme. Les 82 militaires et les 200 habitants de l'île s'organisent alors sur un modèle d'autogestion autonome de décembre 1917 au 26 février 1918.
En février 1918, quand le gouvernement d'Estland fait appel à l'Empire allemand pour reprendre l'île, la flotte de la Baltique (dont Petritchenko) met le cap sur Helsinki avant de rejoindre Kronstadt.
En 1919, il adhère au Parti communiste russe (bolchévik) mais en aurait démissionné en 1920,,.
Les tensions montent entre le nouveau pouvoir bolchévik et les courants anti-autoritaires qui appellent à une troisième révolution démocratique.

### Insurrection de Kronstadt

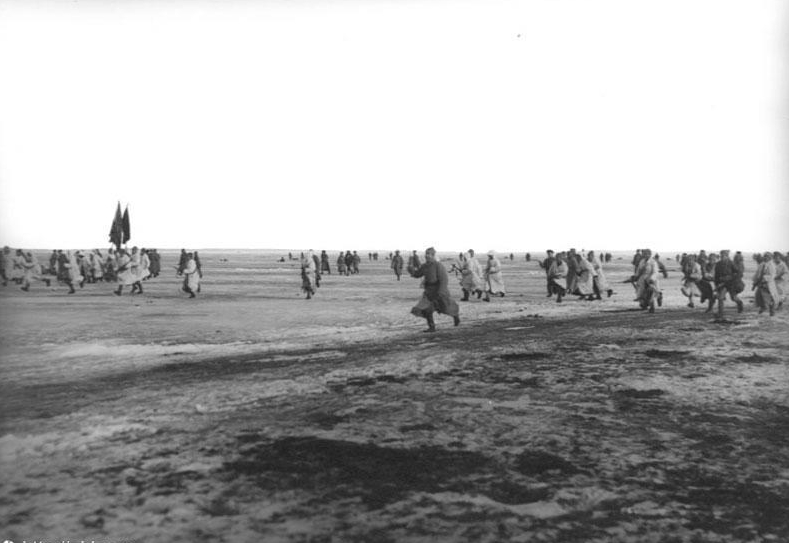
Attaque de Kronstadt par l'Armée rouge.

En avril 1920, il rentre en Ukraine où il aurait rencontré Nestor Makhno.
La guerre civile russe bat son plein et dans les villes, des grèves spontanées éclatent à la fin de février 1921, notamment à Petrograd. Le 26 février, les équipages des cuirassés Petropavlovsk et Sebastopol tiennent une assemblée qui décide l'envoi d'une délégation à Petrograd située à seulement 55 kilomètres.
Au retour de la délégation, selon Henri Arvon, « La réunion est présidée par le matelot breveté fourrier Petritchenko, désigné sans doute depuis la veille par ses camarades du Petropavlosk. Il commence par donner la parole aux marins qui avaient été envoyés à Pétrograd. »
Le 1er mars, réunis en assemblée générale, les équipages des 1re et 2e escadres de la flotte de la Baltique envoient une liste de 15 résolutions au gouvernement bolchévik : « Ayant entendu les représentants des équipages délégués par l’Assemblée générale des bâtiments pour se rendre compte de la situation à Petrograd, les matelots décident : [...] D’exiger la liberté de parole et de la presse pour les ouvriers et les paysans, les anarchistes et les partis socialistes de gauche [...] D’exiger la liberté de réunion et la liberté des organisations syndicales et des organisations paysannes [...] De libérer tous les prisonniers politiques des partis socialistes, ainsi que tous les ouvriers et paysans, soldats rouges et marins emprisonnés [...] Désigner une commission de révision des dossiers des détenus dans les prisons et dans les camps de concentration [...] Égaliser les rations alimentaires de tous les travailleurs, sauf ceux qui sont sur des postes insalubres ou dangereux. [...] De donner aux paysans la liberté d’action complète sur leur terre ainsi que le droit du bétail qu’ils devront soigner eux-mêmes et sans utiliser le travail des salariés [...] Autoriser la production artisanale libre, sans travailleurs salariés. -  Résolution adoptée à l'unanimité par l'assemblée des escadres, moins deux abstentions. Le président de l'assemblée des escadres : Petritchenko. »,.
Le pouvoir bolchévik répond par un ultimatum. L'offensive de l'Armée rouge commence le 7 mars et après 10 jours de bombardements et d'assauts, Kronstdat est anéantie.

### Président du Comité révolutionnaire provisoire

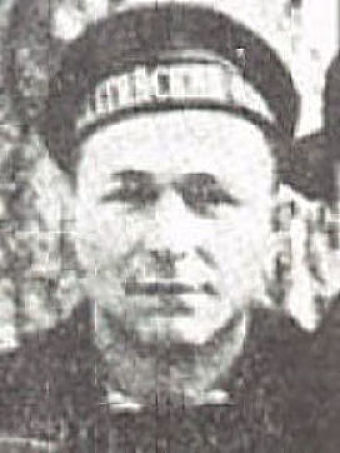

Alors quartier-maître sur le cuirassé Petropavlovsk, Pétrichenko prend une part active à l'insurrection. « Un comité révolutionnaire provisoire se forma sous l'autorité d'un marin, Petritchenko, qui prit la direction de la ville et du port. » Selon l'historien Jean-Jacques Marie, l'objectif central de Petritchenko est : « Tout le pouvoir aux soviets librement élus ». Paul Avrich en parle comme du « leader principal » de la révolte des marins et de la population de la ville-citadelle.
C’est dans les Izvestias de Kronstadt, datées du 3 mars 1921, que le nom de Pétrichenko apparait en tant que président du Comité Révolutionnaire Provisoire, signataire d’une adresse datée du 2 mars, « A la population de forteresse et de la ville de Kronstadt ». Il y est question « d’élection juste et honnête d’un nouveau soviet » et de la création d’un « nouveau régime socialiste, celui de tous les travailleurs »
Selon la revue L'Histoire, « Le président du Comité révolutionnaire de Kronstadt, Petritchenko, commentera quelques mois plus tard : "Sans un coup de feu, sans une goutte de sang, nous, soldats rouges, marins et ouvriers de Kronstadt, avions renversé la domination des communistes" ».
Pétrichenko témoigne des événements dans la revue des socialistes-révolutionnaires de gauche Znamia Borby, en janvier 1925 : « [...] l'insurrection cronstadienne de 1921 n'a pas été inspirée du dehors ; autrement dit cela signifie que la patience des masses laborieuses - marins, soldats rouges, ouvriers et paysans - était arrivée à sa dernière limite. La colère populaire contre la dictature du Parti communiste ou plutôt contre sa bureaucratie a pris la forme d'une insurrection [...] Les marins de Cronstadt ont pris une part active à la création de ce gouvernement : ils l'ont protégé contre toutes les attaques de la contre-révolution : ils gardaient non seulement les portes de Petrograd - le cœur de la révolution mondiale - mais ils ont encore formé des détachements militaires pour les innombrables fronts contre les gardes blancs [...] Après la liquidation des fronts de la guerre civile les ouvriers de Petrograd ont cru pouvoir rappeler au soviet de cette ville que le temps était venu de penser à leur situation économique et de passer du régime de guerre au régime de paix. [...] Le soviet de Petrograd estima que cette revendication à la fois inoffensive et indispensable des ouvriers était contre-révolutionnaire. [...] il a commencé des perquisitions et des arrestations parmi les ouvriers, en le déclarant espions et agents de l’entente. Ces bureaucrates se sont corrompus pendant la guerre civile lorsque personne n’osait résister. Mais ils n’ont pas vu que la situation avait changé. La réponse des ouvriers fut la grève. [...]  Les formations militaires (soldats rouges et marins) malgré leur sympathie envers les ouvriers n'osaient se dresser pour leur défense, car les gouvernants les avertissaient que Cronstadt s'attaquerait à tous ceux qui oseraient s’opposer au gouvernement des soviets. Mais cette fois-ci le gouvernement « ouvrier et paysan» n'a pas réussi à spéculer sur Cronstadt. Grâce à sa disposition géographique, à la proximité de Petrograd, Cronstadt avait tout de même appris, quoique avec un certain retard, le véritable état des choses dans cette ville. »

### Exil en Finlande
Après la répression du soulèvement par l'armée rouge commandée par Trotski, Petritchenko s'enfuit en Finlande où il travaille comme charpentier et continue sa lutte contre les bolchéviks.
En 1945, il est arrêté en Finlande et livré à l'Union soviétique, où il est incarcéré à la prison de Vladimir près de Moscou. Il y meurt en 1947.
Selon Janis Bogdanov, l'un des survivants des équipages de la flotte de la Baltique : « On admirait le calme de Petritchenko. Tous ses ordres étaient brefs, précis, convaincants. Le désordre toujours plus grand ne l'atteignait pas. Il se mouvait au fil de la lame qui paraissait séparer l'ombre du dernier espoir et la noirceur du complet désespoir, tel un somnambule. De la pointe de ses doigts, un magnétisme puissant sortait en flots et versait à chacun un renouveau de forces. »

### Controverses
Selon l'historien Marcel Liebman, « après l'écrasement du soulèvement, le "Comité révolutionnaire provisoire de Kronstadt", ou ce qu'il en restait, conclut un accord avec les "Blancs" de Paris, et son principal dirigeant, le marin Petritchenko, homme au passé politique douteux, se mit au printemps 1921, activement au service du "Centre national russe" parisien, se livrant alors pour ce dernier à des activités contre-révolutionnaires à Pétrograd. »
Selon Paul Avrich, en mai 1921, il aurait proposé ses services au général Wrangel, après s'être rapproché provisoirement des blancs contre les bolcheviks en 1920.

## Publications
- La Vérité sur les événements de Kronstadt et Les Causes de l'insurrection de Kronstadt[23], in Alexandre Skirda, Kronstadt 1921 : prolétariat contre bolchévisme, Éditions de la Tête de feuilles, 1972, notice BNF.

- Témoignage de Petritchenko sur les événements de Kronstadt, Znamia Borby, janvier 1925, in Ida Mett, La Commune de Kronstadt, crépuscule sanglant des soviets, éditions Spartacus, 1977, [lire en ligne].